# Mycomicrothelia wallrothii
Mycomicrothelia wallrothii är en lavart som först beskrevs av Hepp, och fick sitt nu gällande namn av David Leslie Hawksworth. Enligt Catalogue of Life ingår Mycomicrothelia wallrothii i släktet Mycomicrothelia,  och familjen Trypetheliaceae, men enligt Dyntaxa är tillhörigheten istället släktet Mycomicrothelia,  och familjen Arthopyreniaceae. Arten är reproducerande i Sverige. Inga underarter finns listade i Catalogue of Life.